# Tera Iz Him
Tera Iz Him – debiutancki album amerykańsko-portorykańskiego rapera Dom Pachino członka Killarmy, wydany w 2002 roku nakładem wytwórni Napalm Recordings.

## Lista utworów
1. Intro With Freestyle - 1:44
2. The Ceremony - 3:42
  - Gościnnie: 9th Prince
  - Producent: Seven Wounds
3. Grimey Suspects - 1:35
  - Gościnnie: Rubbabandz
  - Producent: Rebel Dainja
4. Bum Rush - 4:07
  - Producent: Falling Down
5. Fear - 3:58
  - Producent: Rebel Dainja
6. Tera Iz Him - 3:16
  - Producent: Ev Price
7. You're Something Else - 1:39
  - Producent: Suki
8. Classic Dart #1 - Wu Renegades[2] - 1:04
  - Producent: 4th Disciple
9. Classic Dart #2 - The Shoot Out[3] - 0:27
  - Producent: 4th Disciple
10. Wannabeez - 4:10
  - Producent: Rebel Dainja
11. Vanishing - 4:28
  - Producent: Rebel Dainja
12. Criminal - 2:45
  - Gościnnie 9th Prince, Shyheim
  - Producent: Dom Pachino
13. Pete Rock/Marley Marl Freestyle - 1:50
  - Gościnnie: 9th Prince, Killa Sin
14. The Rules - 4:12
  - Gościnnie: Chi Chi
  - Producent: Dom Pachino
15. Trust Me - 1:26
  - Gościnnie: 9th Prince
  - Producent: 4th Disciple
16. Roll With The Rush - 4:39
  - Gościnnie: Killarmy, T.M.F.
  - Producent: Mathematics
17. Illusions Freestyle - 3:57
  - Gościnnie: Mateo
  - Producent: Aasaan
18. Bad Radio Freestyle - 1:58